# چروک‌صدف‌واران
چروک‌صدف‌واران (نام علمی: Ostreoidea) نام یک بالاخانواده از راسته چروک‌صدف‌سانان است.